# Mei Jialing
 (mai 2025).
Mei Jialing (1959年) est une spécialiste taïwanaise de la littérature chinoise. Elle est titulaire d'un doctorat et professeure au département et à l'Institut d'études supérieures de littérature chinoise de l'Université nationale de Taiwan, directrice et enseignante à l'Institut de littérature taïwanaise. Mei Jialing étudie principalement la littérature chinoise et la littérature taïwanaise. Son mari est Li Linshan, académicien de l'Academia Sinica connue pour ses recherches sur la reconnaissance vocale du Chinoise.